# John Degenkolb
John Degenkolb (Gera, 7 gennaio 1989) è un ciclista su strada tedesco che corre per il Team Picnic PostNL. Professionista dal 2011, ha vinto la Milano-Sanremo 2015 e la Parigi-Roubaix nel 2015, oltre a una tappa al Giro d'Italia, una al Tour de France e dieci alla Vuelta a España.

## Carriera
Velocista adatto anche alle corse di un giorno, passa professionista nel 2011 con il team HTC-Highroad. Nel 2012 si trasferisce alla Argos-Shimano, e in stagione, dopo aver vinto due tappe alla Quatre Jours de Dunkerque e una al Tour de Pologne, è protagonista alla Vuelta a España con la conquista di cinque frazioni, tra cui l'ultima in volata a Madrid. A fine anno si aggiudica anche la classifica finale dell'UCI Europe Tour 2012.
Nel 2013 fa sua la tappa di Matera al Giro d'Italia, e quindi la Vattenfall Cyclassics, la Parigi-Bourges e la Parigi-Tours. L'anno dopo, in maglia Giant-Shimano, vince una tappa alla Parigi-Nizza, la Gand-Wevelgem davanti ad Arnaud Démare e Peter Sagan, e quattro tappe e la maglia verde della classifica a punti alla Vuelta a España; in primavera è anche secondo, battuto dal solo Niki Terpstra, alla Parigi-Roubaix.
Nel 2015 è ancora protagonista delle classiche di primavera: conquista prima la Milano Sanremo in una volata di gruppo, e poi la Parigi-Roubaix in uno sprint a sei. In luglio non va oltre due secondi posti di tappa al Tour de France, mentre alla Vuelta a España fa sua l'ultima frazione a Madrid dopo tre podi di tappa.
Il 23 gennaio 2016 è vittima di un incidente in allenamento: insieme a cinque compagni di squadra viene infatti investito da un'automobile vicino Calp, rimediando ferite a coscia, avambraccio, labbro e dita. Rientrato alle corse in maggio, corre il Tour de France e in agosto torna al successo all'Arctic Race of Norway; dopo la vittoria conclude secondo alla Cyclassics di Amburgo e vince anche il Münsterland Giro.
Nel 2017 si trasferisce alla Trek-Segafredo, ma in stagione ottiene solo una vittoria, in gennaio al Dubai Tour; conclude comunque nella Top 10 in Milano-Sanremo, Gand-Wevelgem, Giro delle Fiandre e Parigi-Roubaix, e due volte sul podio di tappa al Tour de France, dimostrando continuità lungo la stagione.
Nel 2018 vince la nona tappa del Tour de France, caratterizzata da oltre 20 km di tratti di pavé. Nel finale della corsa si avvantaggia con Yves Lampaert e Greg Van Avermaet, quest'ultimo in maglia gialla, e li batte in volata sul traguardo di Roubaix.

## Palmarès

### Strada
- 2005 (Juniores)

Campionati tedeschi, In linea dilettante
- 2006 (Juniores)

2ª tappa, 2ª semitappa Giro della Lunigiana (Villafranca in Lunigiana > Pontremoli)
- 2007 (Juniores)

1ª tappa Cottbuser Bundesliga Etappenfahrt (Drachhausen)
2ª tappa, 1ª semitappa Cottbuser Bundesliga Etappenfahrt (Drachhausen)
2ª tappa, 2ª semitappa Cottbuser Bundesliga Etappenfahrt (Cottbus)
Classifica generale Cottbuser Bundesliga Etappenfahrt
2ª tappa Driedaagse van Axel (Axel)
Campionati tedeschi, Prova a cronometro Juniores
2ª tappa Trofeo Karlsberg (Homburg > Wittersheim)
2ª tappa, 1ª semitappa Tour du Valromey (Chazey-Bons > Ambérieu-en-Bugey)
3ª tappa Tour du Valromey (Brégnier-Cordon > Saint-Martin-de-Bavel)
1ª tappa Napoleoncup (Lützeroda)
- 2008 (Thüringer Energie Team, una vittoria)

2ª tappa Internationale Thüringen Rundfahrt (Bad Blankenburg > Bad Blankenburg)
- 2010 (Thüringer Energie Team, dieci vittorie)

4ª tappa Tour de Bretagne (Saint-Gildas-des-Bois > Mauron)
5ª tappa Tour de Bretagne (Mauron > Huelgoat)
6ª tappa FBD Insurance Rás (Carrick-On-Suir > Gorey)
8ª tappa FBD Insurance Rás (Kilcullen > Skierres)
Campionati tedeschi, Prova in linea Under-23
3ª tappa Internationale Thüringen Rundfahrt (Wasungen > Brotterode)
Classifica generale Internationale Thüringen Rundfahrt
3ª tappa Tour Alsace (Illzach > Huningue)
1ª tappa Tour de l'Avenir (Vierzon > Saint-Amand-Montrond)
5ª tappa Tour de l'Avenir (Vals-les-Bains > Loriol-sur-Drôme)
- 2011 (HTC-Highroad, sei vittorie)

2ª tappa Volta ao Algarve (Lagoa > Lagos)
1ª tappa Tre Giorni delle Fiandre Occidentali (Bruges > Bellegem)
Rund um den Finanzplatz Eschborn-Frankfurt
2ª tappa Bayern Rundfahrt (Freystadt > Bad Gögging)
2ª tappa Critérium du Dauphiné (Voiron > Lione)
4ª tappa Critérium du Dauphiné (La Motte-Servolex > Mâcon)
- 2012 (Argos-Shimano, dodici vittorie)

1ª tappa Quatre Jours de Dunkerque (Dunkerque > Coquelles-Cap Calaisis)
2ª tappa Quatre Jours de Dunkerque (Berck sur Mer > Montreuil sur Mer)
1ª tappa Tour de Picardie (Clermont > Braine)
3ª tappa Tour de Picardie (Fressenneville > Maignelay-Montigny)
Classifica generale Tour de Picardie
7ª tappa Tour de Pologne (Cracovia > Cracovia)
2ª tappa Vuelta a España (Pamplona > Viana)
5ª tappa Vuelta a España (Logroño > Logroño)
7ª tappa Vuelta a España (Huesca > Alcañiz Motorland Aragon)
10ª tappa Vuelta a España (Ponteareas > Sanxenxo)
21ª tappa Vuelta a España (Cercedilla > Madrid)
Grand Prix d'Isbergues
- 2013 (Argos-Shimano, sei vittorie)

5ª tappa Giro d'Italia (Cosenza > Matera)
Classica di Amburgo
2ª tappa Eurométropole Tour (Poperinge > Poperinge)
4ª tappa Eurométropole Tour (Mons > Tournai)
Parigi-Bourges
Parigi-Tours
- 2014 (Team Giant-Shimano, dieci vittorie)

1ª tappa Tour Méditerranéen (Argelès-sur-Mer > Montagnac)
2ª tappa Tour Méditerranéen (Cadolive > Rousset)
3ª tappa Tour Méditerranéen (Lambesc > Saint-Rémy-de-Provence)
3ª tappa Parigi-Nizza (Toucy > Circuito di Nevers Magny-Cours)
Gand-Wevelgem
4ª tappa Vuelta a España (Mairena del Alcor > Cordova)
5ª tappa Vuelta a España (Priego de Córdoba > Ronda)
12ª tappa Vuelta a España (Logroño > Logroño)
17ª tappa Vuelta a España (Ortigueira > La Coruña)
Parigi-Bourges
- 2015 (Team Giant-Alpecin, sei vittorie)

3ª tappa Dubai Tour (Dubai International Marine Club > Hatta)
Milano-Sanremo
Parigi-Roubaix
2ª tappa Bayern Rundfahrt (Waldsassen > Selb)
5ª tappa Bayern Rundfahrt (Haßfurt > Norimberga)
21ª tappa Vuelta a España (Alcalá de Henares > Madrid)
- 2016 (Team Giant-Alpecin, due vittorie)

3ª tappa Arctic Race of Norway (Rana > Bodø)
Sparkassen Münsterland Giro
- 2017 (Trek-Segafredo, una vittoria)

3ª tappa Dubai Tour (Dubai > Al Aqah)
- 2018 (Trek-Segafredo, tre vittorie)

Trofeo Campos-Porreres-Felanitx-Ses Salines
Trofeo Playa de Palma
9ª tappa Tour de France (Arras > Roubaix)
- 2019 (Trek-Segafredo, una vittoria)

4ª tappa Tour de la Provence (Avignone > Aix-en-Provence)
- 2020 (Lotto Soudal, una vittoria)

3ª tappa Tour de Luxembourg (Rosport > Schifflange)

#### Altri successi
- 2006 (Juniores)

2ª tappa Corsa della Pace (Mělník, cronosquadre)
- 2008 (Thüringer Energie Team)

Classifica giovani Tour du Haut Anjou
Criterium Velbert
1ª tappa Linz-Passau-Budweis (České Budějovice > Bad Leonfelden)
2ª tappa, 2ª semitappa Linz-Passau-Budweis
- 2009 (Thüringer Energie Team)

Erzgebirgs Rundfahrt
Classifica giovani Sachsen-tour International Um Den Sparkassen-cup
- 2010 (Thüringer Energie Team)

Auensteiner Radsporttage
Classifica a punti FBD Insurance Rás
Classifica a punti Tour Alsace
Classifica a punti Tour de l'Avenir
Heilbronn
- 2012 (Argos-Shimano)

Classifica a punti Quatre Jours de Dunkerque
Classifica giovani Quatre Jours de Dunkerque
Classifica a punti Tour de Picardie
Classifica finale UCI Europe Tour
- 2013 (Argos-Shimano)

Rund um den Kurpark
- 2014 (Team Giant-Shimano)

Classifica a punti Étoile de Bessèges
Classifica a punti Tour Méditerranéen
Classifica a punti Parigi-Nizza
Rund um die Wittenberger Altstadt
Classifica combinata Profronde van Zevenbergen
Classifica a punti Vuelta a España
- 2015 (Team Giant-Alpecin)

Classifica a punti Bayern Rundfahrt
Saitama Criterium
Welser Sparkassen Innenstadt-Kriterium
Sparkassen Giro Bochum Wochenende Tag 1
Gouden Pijl
- 2016 (Team Giant-Alpecin)

Criterium di Mechelen
Sparkassen Giro Bochum Wochenende Tag 1
Rund um den Kurpark
Classifica a punti Arctic Race of Norway
- 2018 (Trek-Segafredo)

Olek's Entega GP
Criterium di Gera
Rund um den Kurpark
Criterium di Utsunomiya-shi

### Pista
- 2004

Campionati tedeschi, Inseguimento individuale dilettanti
- 2005

Campionati tedeschi, Corsa a punti dilettanti

## Piazzamenti

### Grandi Giri
- Giro d'Italia

2013: non partito (10ª tappa)
- Tour de France

2013: 121º
2014: 123º
2015: 109º
2016: 148º
2017: 121º
2018: 111º
2020: fuori tempo massimo (1ª tappa)
2022: 104º
2023: 145º
2024: 122º
- Vuelta a España

2011: 143º
2012: 131º
2014: 116º
2015: 90º
2017: non partito (5ª tappa)
2019: 124º
2022: 123º

### Classiche monumento
- Milano-Sanremo

2012: 5º
2013: 18º
2014: 39º
2015: vincitore
2017: 7º
2019: 84º
2021: 31°
2023: 39º
2025: 64º
- Giro delle Fiandre

2011: 94º
2012: 59º
2013: 9º
2014: 15º
2015: 7º
2017: 7º
2018: 32º
2019: 29º
2020: 9º
2021: 30º
2022: 18º
2023: 19º
2024: 37°
2025: ritirato
- Parigi-Roubaix

2011: 19º
2012: 63º
2013: 28º
2014: 2º
2015: vincitore
2017: 10º
2018: 17º
2019: 28º
2021: 53º
2022: 18º
2023: 7º
2024: 11º

### Competizioni mondiali
- Campionati del mondo

Spa 2006 - Cronometro Junior: 16º
Aguascalientes 2007 - In linea Junior: 5º
Aguascalientes 2007 - Cronometro Junior: 2º
Varese 2008 - In linea Under-23: 3º
Mendrisio 2009 - In linea Under-23: 68º
Melbourne 2010 - In linea Under-23: 2º
Copenaghen 2011 - In linea Elite: 111º
Limburgo 2012 - In linea Elite: 4º
Toscana 2013 - In linea Elite: 42º
Ponferrada 2014 - In linea Elite: 9º
Richmond 2015 - In linea Elite: 29º
Doha 2016 - Cronosquadre: 7º
Doha 2016 - In linea Elite: ritirato
Yorkshire 2019 - In linea Elite: 15º
Imola 2020 - In linea Elite: ritirato
Fiandre 2021 - In linea Elite: ritirato
Glasgow 2023 - In linea Elite: 16°
- Giochi olimpici

Londra 2012 - In linea: 105º

### Competizioni europee
- Campionati europei

Glasgow 2018 - In linea Elite: 31º
Drenthe 2023 - In linea Elite: 8º
Limburgo 2024 - In linea Elite: 40º

## Riconoscimenti
- Ciclista tedesco giovane dell'anno nel 2010[5]